# Crumomyia oculea
Crumomyia oculea är en tvåvingeart som beskrevs av Rohacek och Papp 2000. Crumomyia oculea ingår i släktet Crumomyia och familjen hoppflugor.
Artens utbredningsområde är Österrike. Inga underarter finns listade i Catalogue of Life.